# Тарнавка (Самбірський район)
Тарна́вка — село в Україні, у Хирівській міській громаді, Самбірського району, Львівської області. До 2020 року разом з селами Березів, Муроване, Шумина були підпорядковані Мурованській сільській раді. Орган місцевого самоврядування — Хирівська міська громада. Населення становить 212 осіб.

## Населення
За даними всеукраїнського перепису населення 2001 року — 212 осіб.
Мова
Розподіл населення за рідною мовою за даними перепису 2001 року був наступним:
| українська | 210 | 99,06 |
| російська  | 2   | 0,94  |

## Географія
Селом протікає річка Тарнавка, права притока річки Стривігра (басейн Дністра). Неподалік від села розташоване заповідне урочище «Тарнавка».

## Історія
Відомостей про заснування села не збереглося. 
Під час польсько-української війни між силами Української Галицької Армії та частинами Війська Польського в перебігу зимового наступу в Україні протягом 5-16 грудня 1918 року відбувалася битва за Хирів. На найвищій точці гори Кошарки поблизу села Тарнавка, де знаходилася одна з укріплених українських позицій, відбувся бій, під час якого полягло багато українських бійців. На тому місці був встановлений великий металевий хрест. 
На території Хирівського району активно діяла мережа ОУН, так само активні бойові дії проводили боївки УПА. Зокрема у селі Тарнавка були створені курси військових старшин, вишкіл в яких пройшло чимало командирів УПА. Командиром курсів був Михайло Кокоць «Горопко» (1904–1948). З 1946 року він був керівником Хирівського районного проводу ОУН-УПА.
У 1940-1957 роках село Тарнавка входило до складу Хирівського району Дрогобицької області. Після ліквідації Хирівського району у 1957 році село приєднано до Старосамбірського району Львівської області, а від 2020 року — село у складі Самбірського району Львівської області.